# Zeus-Statue des Phidias

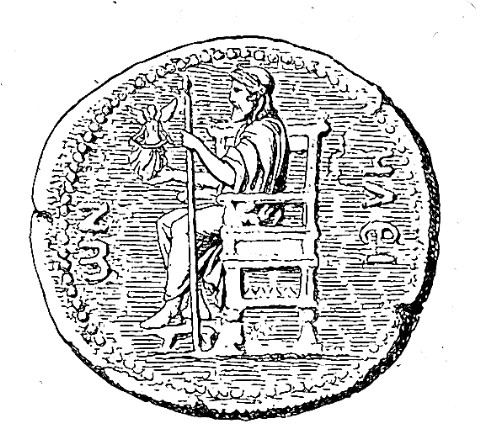
Abbildung der Zeusstatue auf einer Münze aus Elis

Die Zeus-Statue des Phidias war die sitzende Kolossalstatue des Zeus für den im Jahre 456 v. Chr. fertiggestellten Zeustempel von Olympia. Das Sitzbild wurde von dem Bildhauer Phidias zwischen 438 und 430 v. Chr. geschaffen und gehörte nicht nur wegen seiner Höhe von etwa 13 Metern zu den „sieben Weltwundern der Antike“. Die Statue war aus Gold und Elfenbein über einem hölzernen Gerüst gefertigt. Der Thron bestand aus Ebenholz. Zeus hielt in seiner Rechten Nike, in seiner Linken einen Stab. Basis und Thron waren darüber hinaus mit freiplastischen Figuren und Reliefs reich geschmückt, bemalte Schranken hielten den Besucher auf Abstand.
Während Fundamentreste der Statuenbasis in Olympia erhalten sind, ist die Statue selbst verloren und nur noch aus Münzdarstellungen und antiken Beschreibungen zu rekonstruieren. Einer Legende des 12. Jahrhunderts zufolge befand sich die Statue im 5. Jahrhundert n. Chr. in Konstantinopel, wo sie im Jahr 475 einem Brand zum Opfer fiel.

## Beschreibung

### Archäologischer Befund
Die Statue selbst ist nicht erhalten, doch konnten die Fundamente ihrer Basis im zwischen 480/70 und 456 v. Chr. errichteten Zeustempel ausgegraben werden. Die Basis setzte auf Höhe der fünften Innensäulen von Osten an und nahm das hintere Drittel des Mittelschiffs in ganzer Breite ein. Ihre Maße betrugen 6,65 Meter in der Breite und 9,93 Meter in der Tiefe. Im mittleren Drittel des Mittelschiffs befand sich ein 12 Zentimeter tiefes und im Quadrat 6,40 Meter großes Becken aus dunkelgrauen bis schwarz-bläulichen Platten eleusinischen Kalksteins, die von weißem Marmor eingefasst wurden. Es diente entweder zum Auffangen des Öls, das man für die Pflege des Elfenbeins benötigte, oder als Wasserbehältnis zur Regulierung der Luftfeuchtigkeit.
Basisbreite und Tempelinnenraum erlauben die Rekonstruktion einer 12 bis 13 Meter hohen Statue. Die Fundamente der Basis wurden nach Fertigstellung des Tempels verstärkt, waren also ursprünglich nicht für ein Standbild der später realisierten Ausmaße konzipiert. Zugleich wurde die Säulenaufstellung im Inneren der Cella leicht verändert.
Die Zeusstatue wurde erst ab 438/435 v. Chr., also fast zwanzig Jahre nach Ende der Bauarbeiten des Tempels, von Phidias geschaffen, der bis um 430 v. Chr. an dieser Statue, einem seiner größten Meisterwerke, arbeitete. Die Verzögerung gegenüber der Fertigstellung des Tempels wird einerseits mit Reparaturarbeiten nach einem schweren Erdbeben im 5. Jahrhundert v. Chr. zusammenhängen, kann aber andererseits auch in der politischen Situation in Griechenland nach Ende des ersten Peloponnesischen Krieges begründet liegen.
Repliken der Statue oder ihrer Teile sind nicht erhalten. Vermutungen, eine Kopie der Statue habe Antiochos IV. im Tempel des Apollon in Daphne bei Antiochia aufstellen lassen, tragen zur Rekonstruktion nicht bei. Doch wurden neben Elfenbeinstücken auch als Glasmatrizen dienende Tonmodel der Statue in der auch in der antiken Überlieferung genannten Werkstatt des Phidias entdeckt, die wahrscheinlich von Gewandpartien des Zeus stammten und wenigstens einen vagen Eindruck von der Plastizität des Zeus vermitteln können. Ein Keramikbecher, in dessen Boden die Worte: ΦΕΙΔΙΟΥ ΕΙΜΙ (Φειδίου εἰμί Pheidiou eimi, deutsch ‚des Pheidias [Eigentum] bin ich‘) eingeritzt sind, wurde im Schutt der Werkstatt neben Resten von Material und Werkzeug gefunden.
Zahlreiche Münzemissionen der römischen Kaiserzeit bilden entweder den Kopf oder die ganze Statue des Zeus in Profil oder Dreiviertelansicht ab. Demnach war Zeus sitzend auf einem hohen Thron dargestellt. Seine Füße ruhten auf einem Schemel. In der rechten Hand hielt er eine geflügelte Nike, in der linken Hand eine aufgestützte Lanze. Sphingen sind unterhalb der Lehne dargestellt.

### Schriftliche Überlieferung

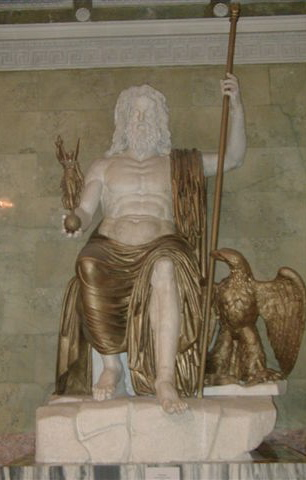
Marmorsitzstatue des Zeus in der Eremitage, nach Phidias’ Zeusstatue geschaffen

Die Statue des Zeus wurde häufig in antiken Schriften erwähnt, oft ohne weitere Beschreibung, oft in anekdotischem Zusammenhang, zumeist aber einfach nur als Werk des Phidias. Einige erste technische Details stammen bereits von Kallimachos, einem Gelehrten des 3. Jahrhunderts v. Chr. Er beschreibt in einem recht fragmentarisch erhaltenen Gedicht vor allem die Maße und erwähnt, dass sich auf der Thronlehne des Zeus Horen befanden, auch der Begriff Nike fällt in dem Zusammenhang. Demnach war der Zeus 30 Ellen hoch, was etwa 13,20 Meter entspricht, wohl an der Basis war die Statue 20 Ellen, also 8,80 Meter breit und der Thron war 5 Ellen niedriger als der Zeus, demnach etwa 12 Meter hoch. Seine Kosten könne man im Übrigen nicht berechnen.
Der griechische Reiseschriftsteller Pausanias gibt eine ausführliche Beschreibung der Statue, nach der das Aussehen aber nur bedingt rekonstruiert werden kann, da vieles in der Beschreibung Raum für Interpretationen bietet. Pausanias weigert sich bewusst, Maße der Statue zu nennen, da das Ergebnis jeder Vermessung der Größe und dem Eindruck der Statue nicht gerecht werden könne. Die Statue war auf einem inneren Gerüst aufgebaut, außen mit Gold, Elfenbein und Ebenholz verkleidet, war also chryselephantin, und mit gegossenem farbigen Glas und Edelsteinen verziert. Sie zeigte auf einem Thron sitzend Zeus, der mit einem Heben seiner Augenbraue die Erde regierte. Die Rechte hielt eine mit einer Taenie geschmückte Nike, in der Linken hatte er einen mit Edelmetallen verzierten Stab, auf dessen Ende ein Vogel saß. Sein Haar war langgelockt, darauf trug er einen Olivenkranz. Die Füße des Gottes ruhten auf einem mit figürlichen Reliefs dekorierten Schemel.
Die Statue war mit Reliefs und Freiplastiken geschmückt. Die Basis war mit goldenen Bildern zahlreicher Götter und Götterpaare verkleidet. Der Thron besaß wohl Füße in Form von Löwentatzen. Der Thron war wie die Statue aus Gold, Elfenbein und Ebenholz, darüber hinaus mit Edelsteinen besetzt. Vier tanzende Niken befanden sich an jedem der vier Thronfüße, zwei weitere Niken kamen pro Vorderfuß hinzu. Zusätzlich zierten knabenraubende Sphingen die Vorderbeine, wohl unterhalb der seitlichen Thronlehnen. Niobidenfriese zierten den Thron, dessen oberer Abschluss die schon bei Kallimachos erwähnten Horen sowie Chariten trug. Streben versteiften die Thronbeine und waren an der Frontstrebe mit Knabenfiguren in Form von Plastiken oder Reliefs geschmückt. Die anderen Streben zeigten eine Amazonomachie mit Herakles, Theseus und 27 weiteren Kämpfern auf Seiten der Griechen, denen 29 Amazonen entgegentraten.
Bemalte Schranken aus der Hand des Panainos, der auch für die farbliche Gestaltung der Statue selbst verantwortlich zeichnete, hielten die Besucher auf Abstand. Die Frontschranke war hierbei monochrom in einem kräftigen Blau gehalten, während die drei übrigen Schranken mit jeweils drei Bildfeldern bemalt waren: Herakles, wie er dabei ist, dem Atlas die Last von den Schultern zu nehmen; Theseus und Peirithoos, wohl in der Unterwelt, Personifikationen der Hellas und der Salamis mit Schiffsschnäbeln in den Händen als Anspielungen auf die Seesiege der Griechen gegen die Perser; der löwenbezwingende Herakles; die Schändung Kassandras durch den lokrischen Aias; Hippodameia und Sterope, Tochter und Ehefrau des Oinomaos; der gefesselte Prometheus und Herakles; Achilleus, der die sterbende Amazone Penthesilea stützt; schließlich und die Geschichte des ersten Bildes wieder aufnehmend: zwei Hesperiden mit zwei Äpfeln, um deren Äpfel rauben zu können, Herakles dem Atlas, Vater der Hesperiden, die Last von den Schultern nahm, damit dieser die Äpfel pflücken könne.
Jede Seite der Thronschranken wies also die Abfolge „Herakles-Mythos“ – „dramatische Liebesgeschichte“ – „mythische Frauengestalten“ auf. Denn auch Theseus und Peirithoos saßen in der Unterwelt, dem Hades, fest, weil sie Persephone entführen wollten.
Strabon nennt Panainos, der ein naher Verwandter des Phidias war, übrigens „Synergolabos“ (συνεργόλαβος), was auf eine Position in Augenhöhe mit Phidias hinweist. Denn als Synergolabos war er Mitauftragnehmer für die ausgeschriebene Zeusstatue. In der Erörterung mit Panainos soll Phidias die berühmten Worte geäußert haben, dass ihm als Vorbild der künstlerischen Gestaltung die Verse Homers über Zeus gedient haben:

«ἦ καὶ κυανέῃσιν ἐπ' ὀφρύσι νεῦσε Κρονίων

ἀμβρόσιαι δ' ἄρα χαῖται ἐπερρώσαντο ἄνακτος

κρατὸς ἀπ' ἀθανάτοιο μέγαν δ' ἐλέλιξεν Ὄλυμπον.»

„Also sprach, und winkte mit schwärzlichen Brauen Kronion;

Und die ambrosischen Locken des Königes wallten ihm vorwärts

Von dem unsterblichen Haupt; es erbebten die Höhn des Olympos.“

Diese Künstleranekdote wurde bis in byzantinische Zeit immer wieder aufgegriffen.

## Wirkung
Als unglücklich galt bei den Griechen jener, der das Heiligtum und die Dinge darin nicht gesehen habe. Auch eine vernunftlose Kreatur müsste der Anblick des Zeus erschüttern. Der Zeus von Olympia war das letzte Werk des griechischen Bildhauers Phidias, von dem auch die in gleicher Technik errichtete Statue der Athene Parthenos auf der Akropolis in Athen stammte. Sie stellte den obersten der Götter mit gerunzelter Augenbraue (supercilium) dar. Denn mit einem Heben der Braue regierte Zeus nach antikem Glauben die Welt; mit einem Stirnrunzeln ließ er den Olymp erbeben. Bereits die Antike warf Phidias vor, er hätte bei seiner Statue die Regeln der rechten Proportion verletzt. Denn der sitzende Zeus reichte bis an das Tempeldach, das er zerstört hätte, wäre er aufgestanden. Andererseits muss der Anblick ein emotional erregendes Ereignis gewesen sein. Im frühen 2. Jahrhundert v. Chr. erschrak der römische Feldherr Aemilius Paullus beim Anblick der Statue und äußerte die Ansicht, dass allein Phidias den Zeus Homers nachgebildet habe. Aemilius Paullus war so bewegt von dem lebensechten Eindruck der Statue, dass er ein Opfer an den Gott anordnete, das einem Opfer für den kapitolinischen Jupiter vergleichbar war.
Die Statue des Zeus findet sich erstmals im späten 2. Jahrhundert v. Chr. bei Antipatros von Sidon und bei Philon von Byzanz im Kanon der sieben Weltwunder der Antike. Philon beschreibt seine Wirkung sogar ausdrücklich, indem er äußert, nur für dieses Bild hätten die Götter das Elfenbein erfunden; und während man die anderen Wunder nur bewundere, würde man dieses sogar anbeten, denn als Werk der Kunst wäre es unglaublich, als Bildnis des Zeus aber heilig. Als Weltwunder findet die Statue Erwähnung bis in die Spätantike, und zwar mit teils immer fantastischer werdenden Größenangaben. Trifft Hyginus mit 60 Fuß oder knapp 18 Metern die tatsächlich erreichbare Höhe noch relativ gut, so maß die Statuenhöhe laut Ampelius 150 Ellen oder über 66 Meter, und gar 170 Ellen oder 75 Meter nennt ein Anonymus als Höhe. Demgegenüber ist die Höhe von 100 Fuß oder rund 30 Meter bei Vibius Sequester eine maßvolle Übertreibung. Noch der römische Staatsmann und gelehrte Schriftsteller Cassiodor erwähnt im 6. Jahrhundert n. Chr. die Statue wohlwollend von höchster Eleganz unter den Sieben Weltwundern.

## Schicksal

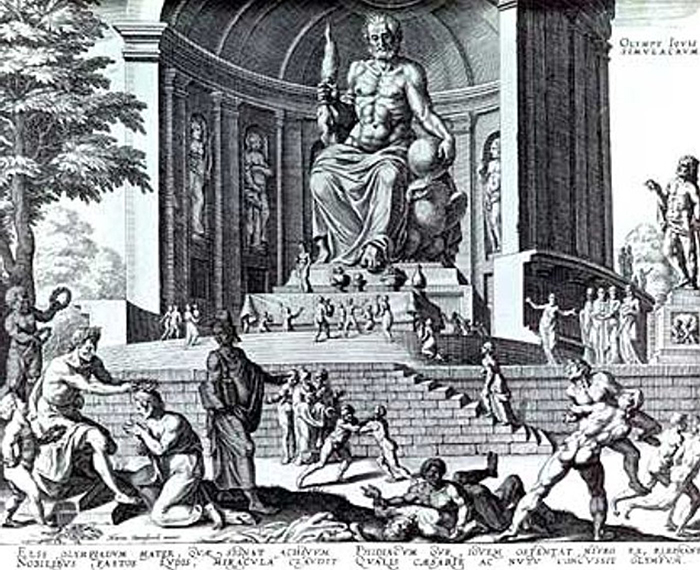
Statue des Zeus (Olympiae Iovis simulacrum – Standbild des Zeus in Olympia) von Maarten van Heemskerck

Bereits im 2. Jahrhundert v. Chr. muss die Statue unter den klimatischen Bedingungen oder dem Einwirken von Erdbeben so gelitten haben, dass eine grundlegende Reparatur notwendig wurde, die Damophon ausführte.
Im Jahr 40 n. Chr. scheiterte der römische Kaiser Caligula mit dem Versuch, die Statue nach Rom zu schaffen, und zwar der älteren Überlieferung nach, weil man Caligula davon überzeugen konnte, die Statue nicht ohne ihre automatische Zerstörung abbauen zu können. Einer späteren anekdotischen Wendung des Vorhabens nach habe Zeus selbst eingegriffen und ein lautes Lachen hören lassen, nachdem er die für den Transport bestimmten Schiffe zerstört hatte.
Im 2. Jahrhundert n. Chr. berichtet Lukian, ein vielgereister Wanderredner und Satiriker, der in seinem Leben viermal Olympia besuchte, von einem Lockenraub, gegen den sich selbst der olympische Zeus nicht habe wehren können. Inwieweit hier ein tatsächliches Geschehen zugrunde liegt oder Lukian nur im Rahmen seiner Erörterungen über die Hilflosigkeit der Götter eine hübsche, zudem gegen die Stoiker, denen das Haupthaar als Sitz von Leben und Kraft galt, gerichtete Geschichte erfunden hat, lässt sich nicht klären.
Das weitere Schicksal der Statue ist unbekannt. Laut einem stark verderbten Scholion zu Lukian brannte der Zeustempel während der Regierungszeit des jüngeren Theodosius ab, was auch die Zeusstatue betroffen haben muss. Da der Tempel aber erst 522 oder 551 n. Chr. durch ein Erdbeben niedergeworfen wurde, müsste er nach dem Brand renoviert worden sein.
Georgios Kedrenos, ein byzantinischer Historiker des 11. oder 12. Jahrhunderts, erzählt die Geschichte, dass ein elfenbeinerner Zeus, für Kedrenos ein Anathem des Perikles, von Olympia nach Konstantinopel gebracht und im Lauseion, dem Palast des obersten Eunuchen Lausos, Vorsteher der kaiserlichen Schlafgemächer (praepositus sacri cubiculi) unter Theodosius II., aufgestellt worden sei. Angesichts der von Kedrenos weiterhin aufgezählten Kunstwerke des Lauseion – eine archaische, aus hartem grünen Stein gefertigte Athena von Lindos, ein archaisches Herabildnis von Samos, die Aphrodite von Knidos des Praxiteles, Eros und Kairos des Lysipp, daneben Einhörner, Taurelephanten, Pane, Kentauren und weitere Kreaturen – scheint die Erwähnung des Zeus nur den Wert der Sammlung unterstreichen zu sollen. Denn namentlich die Athena, die Aphrodite und die Hera – alle von üblicher Statuengröße – werden auch von Johannes Zonaras im 12. Jahrhundert für das Lauseion erwähnt, der Zeus jedoch fehlt. Das Lauseion brannte 475 n. Chr. ab. So bleibt die Erwähnung bei Kedrenos einmalig und unglaubwürdig, der hergestellte Bezug zu Perikles verstärkt diesen Eindruck. Sollte er seine Informationen aus Malchos gezogen haben, bleibt es verwunderlich, dass diese Quelle keinen weiteren Niederschlag gefunden hat.

## Dokumentationen
- Antike Weltwunder: Die Zeus-Statue in Olympia. Dokumentation. zdfinfo, abgerufen am 19. August 2025 (Séquan média 2023, Copyright der Synchronfassung ZDF 2025. Ein Film von Olivier Lemaḯtre. Unter Mitwirkung von Konstantinos Antonopoulos, Ludovic Laugier, Dr. Reinhard Senff, Dr. Erofili-Iris Kolia, Dr. Jürgen Schilbach, Didier Laroche, Pierre Ickowicz, Philippe Ragoult und Dr. Renate Bol).